# Zelotes occidentalis
Zelotes occidentalis es una especie de arañas araneomorfas de la familia Gnaphosidae.

## Distribución geográfica
Es endémica del noroeste de la península ibérica (España y Portugal).